# Kanton Sauve
Kanton Sauve is een voormalig kanton van het Franse departement Gard. Het kanton maakte deel uit van het arrondissement Le Vigan. Het werd opgeheven bij decreet van 24 februari 2014 met uitwerking op 22 maart 2015. Alle gemeenten werden toegevoegd aan het kanton Quissac.

## Gemeenten

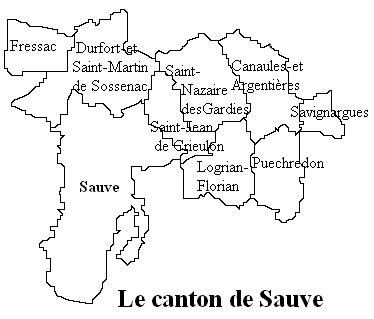
Ligging van gemeenten in het kanton

Het kanton Sauve omvatte de volgende gemeenten:
- Canaules-et-Argentières
- Durfort-et-Saint-Martin-de-Sossenac
- Fressac
- Logrian-Florian
- Puechredon
- Saint-Jean-de-Crieulon
- Saint-Nazaire-des-Gardies
- Sauve (hoofdplaats)
- Savignargues